# 13599 Lisbon
13599 Lisbon este o planetă minoră (asteroid), cu un diametru de 3,415 km, din centura de asteroizi. A fost descoperită pe 12 august 1994 la Observatorul La Silla de Eric Walter Elst și a fost numită după Lisabona. 
Obiectul prezintă o orbită caracterizată de o semiaxă mare de 2,5747329 UAi, o excentricitate de 0,25, o înclinație de 7,42565 ° în raport cu ecliptica.